# 1974 Голяма награда на Нидерландия
1974 Голяма награда на Нидерландия е 19-о за Голямата награда на Нидерландия и осми кръг от сезон 1974 във Формула 1, провежда се на 23 юни 1974 година на пистата Зандворд близо до град Зандворд, Нидерландия.

## Репортаж
След като трябваше да пропусне ГП на Швеция, заради ангажиментите си във Формула 2, Ханс-Йоахим Щук се завърна в отбора на Марч, докато същото може да се каже и за Франсоа Миго за БРМ, който все още кара стария P160E за разлика от съотборниците си. Шадоу останаха безразлични към представянето на Бертил Роос в Андерсторп и шведа е освободен от отбора, за сметка на Том Прайс. В Исо Марлборо настъпиха промени с пилотските места, най-вече завръщането от контузия на Артуро Мерцарио и Гейс ван Ленеп зад волана на втория болид.
Тим Шенкен и неговия Троян са обратно в колоната, докато отбора на Крис Еймън все още работят по неизправностите на техния им болид. Ситуацията при Съртис също не изглежда розова, след като Карлос Паче е временно отстранен заради остри критики към отбора, което накара Джон Съртис да се върне обратно зад волана на TS16. Скудерия Финото окончателно са без Силвио Мозер, който почина преди месец като резултат от тежкия инцидент за 1000 км на Монца. Вместо това те назначиха холандския пилот Сеес Зиеверщтен с план да участват, но отбора реши да промени плановете си и вместо това решиха да не присъстват в Зандворд.

### Квалификация
Проблеми по издръжливостта на болидите на Ферари е големия проблем в последните няколко състезания. Ники Лауда обаче показа таланта си и скоростта си с четвъртата си пол-позиция за сезона, шест десети по-добро от времето на своя съотборник Клей Регацони. Временният лидер в шампионата Емерсон Фитипалди се нареди зад тях на трета позиция пред Майк Хейлууд, с Джоди Шектър и Джеймс Хънт вземайки третата редица. Жан-Пиер Жарие продължи с перфектното си представяне като лидер на Шадоу със седма позиция пред Патрик Депайе, Дени Хълм и Рони Петерсон (който не е на 100% след тежката катастрофа на трасето преди седмица, докато тества Лотус 76). В първото си състезание за Шадоу, Прайс се класира 11-и изненадващо пред Брабам-а на Карлос Ройтеман и дори имена като Джаки Икс, Жан-Пиер Белтоаз и Греъм Хил. Шенкен и ван Ленеп останаха извън 25-те, докато Джон Съртис реши да не участва.

### Състезание
Поради оплакването на местните които живеят близо до трасето заради твърде големия шум, сутрешната тренировка не се провело, но за Лауда това нямало никакво значение и австриеца запази водачеството си пред Хейлууд и Регацони. Хънт потегли твърде бавно, от което Прайс е потърпевшия и уелсеца е ударен от Хескет-а на англичанина, който продължи с повредено окачване. Щук също нямаше добър уикенд и той също приключи участието си след завъртане.
Лауда се отдалечи пред останалите видимо в своята лига, докато във втората обиколка Регацони си върна позицията от Хейлууд на завоя Тарзан. След англичанина е Депайе, Фитипалди и Шектър, преди да се оформи разлика между тях и групата на Ройтеман. Йохен Мас влезе в бокса за проверка по болида, преди механиците да открият повреда по трансмисията. Малко по-късно Жарие посети боксовете за смяна на част от двигателя Косуърт, докато Хънт влезе за смяна на цялото окачване, което обаче нямаше никакъв смисъл след като се върна обиколки зад лидера и Хескет-а се прибра окончателно.
В 12-а обиколка Депайе успя с брилянтно изпреварване да мине преди Ярдли-Макларън-а на Хейлууд за трета позиция. Пет обиколки по-късно Петерсон направи същото изпреварване срещу англичанина, който е изпреварен и от Фитипалди малко по-късно, а Джон Уотсън изпревари Хълм на завоя Тарзан. Анри Пескароло, Хил и Белтоаз се присъединиха към списъка с отпадналите, докато оцелялата Лола на Гай Едуардс имаше проблеми с двигателя отказвайки на няколко места.
Третото място на Депайе скоро стана притежание на Фитипалди в 38-ата обиколка, след като гумите на французина се предадоха. Не само бразилецът се възползва от това но и Хейлууд и Шектър също изпревариха Тирел-а, а Уотсън също имаше възможност да го направи, но част от задния аерофойл на неговия Хексагон-Брабам се счупи, от което управлението на болида е засегнато. И двата Лотус-а също имаха проблеми, докато Ройтеман не усещаше никакво сцепление по гумите. Мерцарио, Миго и Хълм също отпаднаха от състезанието от задната част на колоната.
Ферари доминираха състезанието от старта до финала и не остави никакъв шанс на съперниците да ги доближат. За Лауда който пресече осем секунди пред Регацони, това е втора победа в неговата кариера, което го прати зад Фитипалди в класирането при пилотите с една точка разлика. Бразилецът завърши състезанието трети, докато Хейлууд отново постигна точки с четвъртата си позиция. Тирел-ите на Шектър и Депайе се класираха пети и шести, докато Уотсън завърши на седма позиция с миналогодишния Брабам. Петерсон завърши две обиколки зад победителя, заедно с Рики фон Опел, Виторио Брамбила, Икс и Ройтеман. Верн Шупан отново е дисквалифициран, този път поради работа извън боксовете отстрана на механиците, след като една от гумите се разкъса.

## Класиране
| Поз | No | Пилот             | Конструктор      | Обиколки | Време/Отпадане  | Място | Точки |
| --- | -- | ----------------- | ---------------- | -------- | --------------- | ----- | ----- |
| 1   | 12 | Ники Лауда        | Ферари           | 75       | 1:43:00.35      | 1     | 9     |
| 2   | 11 | Клей Регацони     | Ферари           | 75       | + 8.25          | 2     | 6     |
| 3   | 5  | Емерсон Фитипалди | Макларън-Форд    | 75       | + 30.27         | 3     | 4     |
| 4   | 33 | Майк Хейлууд      | Макларън-Форд    | 75       | + 31.29         | 4     | 3     |
| 5   | 3  | Джоди Шектър      | Тирел-Форд       | 75       | + 34.28         | 5     | 2     |
| 6   | 4  | Патрик Депайе     | Тирел-Форд       | 75       | + 51.52         | 8     | 1     |
| 7   | 28 | Джон Уотсън       | Брабам-Форд      | 75       | + 1:13.95       | 13    |       |
| 8   | 1  | Рони Петерсон     | Лотус-Форд       | 73       | + 2 Об.         | 10    |       |
| 9   | 8  | Рики фон Опел     | Брабам-Форд      | 73       | + 2 Об.         | 23    |       |
| 10  | 10 | Виторио Брамбила  | Марч-Форд        | 72       | + 3 Об.         | 15    |       |
| 11  | 2  | Джаки Икс         | Лотус-Форд       | 71       | + 4 Об.         | 18    |       |
| 12  | 7  | Карлос Ройтеман   | Брабам-Форд      | 71       | + 4 Об.         | 12    |       |
| ДКФ | 22 | Верн Шупан        | Инсайн-Форд      | 69       | Дисквалифициран | 17    |       |
| Отп | 6  | Дени Хълм         | Макларън-Форд    | 65       | Запалване       | 9     |       |
| Отп | 37 | Франсоа Миго      | БРМ              | 60       | Ск.кутия        | 25    |       |
| Отп | 20 | Артуро Мерцарио   | Исо Малборо-Форд | 54       | Ск.кутия        | 21    |       |
| Отп | 27 | Гай Едуардс       | Лола-Форд        | 36       | Горивна система | 14    |       |
| Отп | 17 | Жан-Пиер Жарие    | Шедоу-Форд       | 28       | Съединител      | 7     |       |
| Отп | 14 | Жан-Пиер Белтоаз  | БРМ              | 18       | Ск.кутия        | 16    |       |
| Отп | 26 | Греъм Хил         | Лола-Форд        | 16       | Ск.кутия        | 19    |       |
| Отп | 15 | Анри Пескароло    | БРМ              | 15       | Управление      | 24    |       |
| Отп | 19 | Йохен Мас         | Съртис-Форд      | 8        | Трансмисия      | 20    |       |
| Отп | 24 | Джеймс Хънт       | Хескет-Форд      | 2        | Сблъсък         | 6     |       |
| Отп | 16 | Том Прайс         | Шедоу-Форд       | 0        | Сблъсък         | 11    |       |
| Отп | 9  | Ханс-Йоахим Щук   | Марч-Форд        | 0        | Инцидент        | 22    |       |
| НКв | 23 | Тим Шенкен        | Троян-Форд       |          |                 |       |       |
| НКв | 21 | Гейс ван Ленеп    | Исо Малборо-Форд |          |                 |       |       |

## Класиране след състезанието
| Поз | Конструктор       | Точки |
| --- | ----------------- | ----- |
| 1   | Емерсон Фитипалди | 31    |
| 2   | Ники Лауда        | 30    |
| 3   | Клей Регацони     | 28    |
| 4   | Джоди Шектър      | 23    |
| 5   | Майк Хейлууд      | 12    |
| 6   | Дени Хълм         | 11    |
| 7   | Патрик Депайе     | 11    |
| 8   | Рони Петерсон     | 10    |

| Поз | Конструктор   | Точки   |
| --- | ------------- | ------- |
| 1   | Макларън-Форд | 42 (44) |
| 2   | Ферари        | 39      |
| 3   | Тирел-Форд    | 27      |
| 4   | Лотус-Форд    | 13      |
| 5   | Брабам-Форд   | 10      |
| 6   | БРМ           | 10      |
| 7   | Шадоу-Форд    | 6       |
| 8   | Марч-Форд     | 5       |